# السيادة البرلمانية في المملكة المتحدة

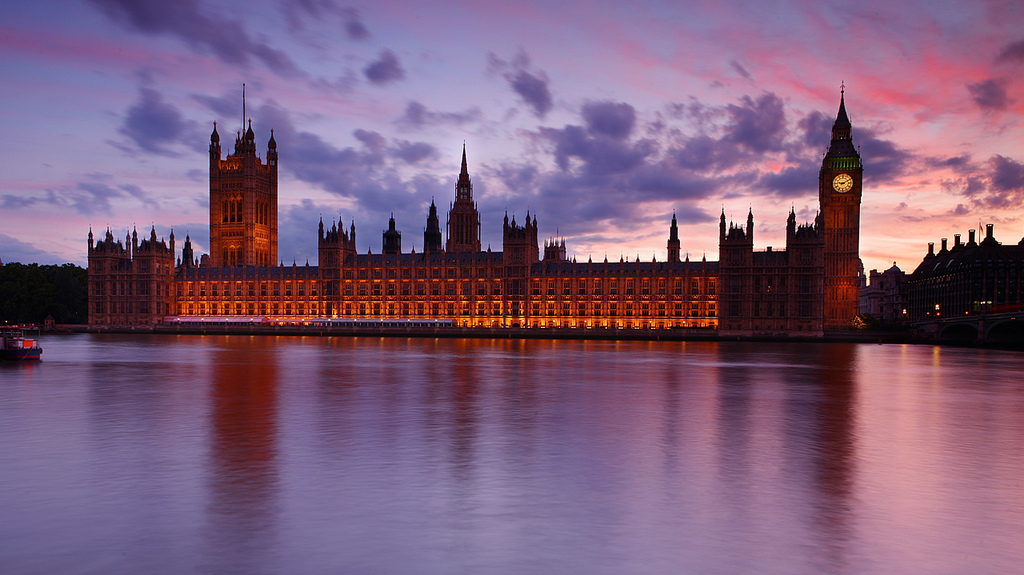
قصر وستمنستر الذي يجتمع فيه أعضاء البرلمان البريطاني.

لطالما نوقش مفهوم السيادة البرلمانية في المملكة المتحدة، ومنذ خضوع النظام في ظل البرلمان والطرائق الديمقراطية المتزايدة للحكومة البرلمانية، كانت هناك أسئلة تتعلق بما إذا كان البرلمان يتمتع بقدرة عليا على التشريع وما إذا كان ينبغي له ذلك أم لا. 
طرح أ. ف. دايسي وجهة نظر تقليدية مفادها أن البرلمان يمتلك سلطة تخوله سن أي قانون، عدا القانون الذي من شأنه أن يربط خلفاءه. أُعيد النظر في هذا الأمر من قبل المنظرين الدستوريين بمن فيهم السير ويليام وايد وتريفور آلان في ضوء قانون المجتمعات الأوروبية لعام 1972 وغيره من الأحكام المتعلقة بأوروبا، وموقف قانون حقوق الإنسان لعام 1988 وأي محاولات لجعل هذا التشريع أو غيره من النصوص الراسخة. ما تزال هذه القضايا موضع خلاف.
تعد السيادة البرلمانية وصفًا لمدى تمتع برلمان المملكة المتحدة بسلطة مطلقة وغير محدودة. يجري تأطيرها في إطار مدى السلطة التي يتمتع بها البرلمان، وما إذا كان هناك أي نوع من القوانين لا يمكنه تمريره. في بلدان أخرى، كثيرًا ما يلزم الدستور المكتوب البرلمان بالعمل بطريقة معينة، ولكن لا يوجد مثل هذا الدستور المكتوب في المملكة المتحدة. يعد البرلمان في المملكة المتحدة محوريًا في مؤسسات الدولة.
كثيرًا ما يُستخدم مصطلحا «السيادة البرلمانية» و«السيطرة البرلمانية». ينطوي مصطلح «السيادة» على التشابه مع مسألة السيادة الوطنية. في حين يخلط الكاتب جون أوستين وغيره، بين السيادة البرلمانية والوطنية، إلا أن هذا الرأي لا يعتبر عالميًا. أيًا كان المصطلح المستخدم، فإنه يرتبط بوجود حدود على سلطة البرلمان في دوره التشريعي أو عدم وجود هذه الحدود. على الرغم من أن هيمنة مجلس عموم المملكة المتحدة ضمن مجالس البرلمان تشهد على ذلك تمامًا، فإن «السيادة البرلمانية» تشير إلى سلطتهم المشتركة. أُقرت جميع التشريعات تقريبًا بدعم من مجلس اللوردات.

## نبذة تاريخية
يمنح النظام الأساسي للتصريحات الصادر عام 1539، الملك سلطات واسعة للتشريع دون العودة إلى البرلمان أو الحصول على موافقته. يعترف في الوقت نفسه بالقانون العام، والأحكام القانونية القائمة، ويستبعد انتهاك الأحكام الملكية من عقوبة الإعدام. أُلغي هذا النظام في عام 1547، ولكن الملكة ماري والملكة إليزابيث اعتمدتا على التصريحات الملكية. أثبتت مراجعة أجراها رئيس المحكمة العليا إدوارد كوك في عام 1610، قضية التصريحات، أن البرلمان له الحق الوحيد في التشريع، ولكن يمكن للملك فرض القوانين. شكل مفهوم السيادة البرلمانية أهمية مركزية بالنسبة للحرب الأهلية الإنجليزية: فقد زعم الملكيون أن السلطة التي يمسك بها الملك ويُفوَّض بها البرلمان، جرى تحديها من قبل البرلمانيين. شكلت قضية الضرائب صراع قوى كبيرًا بين البرلمان والملك أثناء فترة ستيورات. فإذا تمتع البرلمان بالقدرة على حجب الأموال عن النظام الملكي سيملك الغلبة في النهاية. كانت الضرائب المباشرة مسألة تخص البرلمان منذ عهد إدوارد الأول، لكن الضرائب غير المباشرة ما تزال مسألة تخص الملك.
أُزيلت السلطات الملكية بواسطة وثيقة حقوق 1689. شطبت وثيقة الحقوق أيضًا قدرة الملك على الاستغناء عن التشريعات والقوانين (تجاهلها). بلغ هذا الحق ذروته بإعلان التساهل لعام 1687، الذي بشر بالثورة المجيدة. قاد كل هذا حاكم شافتسبري إلى إعلان في عام 1689: «برلمان إنجلترا هو السلطة العليا والمطلقة، التي تعطي الحياة والحركة للحكومة الإنجليزية». أدى مرسوم التولية الذي صدر في عام 1700 إلى فصل السلطة الملكية عن السلطة القضائية، وحدد التصويت في كلا المجلسين باعتباره الوسيلة الوحيدة لإقالة القاضي.

## النظرية الأساسية
كان رأي أ. ف. دايسي، الذي كتب في أوائل القرن العشرين أن يكون للبرلمان «الحق في إصدار أي قانون مهما كان أو عدم إصداره، وعلاوة على ذلك، لا يعترف قانون إنجلترا بأي شخص أو هيئة تمتلك الحق بأن تلغي أو تحيد عن تشريعات البرلمان». يشير إلى «إنكلترا»، إلا أن وجهة نظره تشمل دولًا أخرى في المملكة المتحدة مع تفاصيل مختلفة بعض الشيء.
هناك على الأقل ثلاثة مصادر مقترحة لهذه السيادة، المقترح الأول هو السيادة بموجب قانون البرلمان ذاته. كان رفض هذه الفكرة واحدًا من الردود التي طرحها جون سالموند، فقد اعتقد أنه «لا يمكن لأي نظام أساسي أن يمنح البرلمان هذه السلطة لأنه بذلك سيتولى السلطة التي يتعين منحها وسيتصرف على هذا النحو». البديل عن ذلك هو رؤية السيادة الممنوحة عن طريق الاستخدام المتكرر ودون منازع للسيادة من خلال إصدار القوانين من قبل البرلمان. تعد المحاكم المصدر الثاني المحتمل، وهي تمنح السيادة للبرلمان لدى إنفاذ جميع أعمال البرلمان دون استثناء، بينما يكون البديل الثالث هو العلاقة المعقدة بين كل أجزاء الحكومة وتطورها عبر التاريخ، ثم يُفترض أن هذا يكون مستمرًا ويشكل أساسًا للمستقبل. ومع ذلك، إذا بُنيت السيادة بمرور الوقت، فإن «تجميدها» في الوقت الحالي يبدو وكأنه يتعارض مع ذلك. 
لا يمكن لمجموعة من الأفراد أن تتمتع بالسيادة، بل مؤسسة البرلمان فقط ويعد تحديد ما يشكل قانونًا من قوانين البرلمان أو لا أمرًا مهمًا. يعتبر هذا مطلب «الطريقة والشكل». في غياب دستور مكتوب فإن من شأن القانون العام أن يقرر ذلك. لا تنظر المحكمة في أي عيوب إجرائية في مشروع القانون إذا كانت موجودة، ويطلق على ذلك مبدأ «القانون المسجل». على سبيل المثال، رُفضت قضية بيكن ضد مجلس السكك الحديدية البريطانية لأنها اعتمدت على عملية الطلب الدائم التي لم تُنفذ.
لم تكن حالة قوانين الوصاية على العرش واضحة. يمكن للوصي بحسب هذه القوانين أثناء فترة الطفولة أو العجز أو غياب الملك، الموافقة على مشاريع القوانين، لكن لا يمكنه القيام بذلك إذا كانت تتعلق بتغيير طبيعة الميراث الملكي أو تعديل قانون الديانة البروتستانتية والكنيسة المشيخية 1717، الذي كان يحمي تلك الكنيسة في اسكتلندا. إذا وافق الوصي على مشروع قانون من هذا النوع، فقد لا يعتبر قانونًا ساري المفعول حتى لو حصل على موافقة من كلا المجلسين وعلى الموافقة الملكية.
قد يُلزم البرلمان أيضًا البرلمانات التي تخلفه فيما يتعلق بالطريقة التي يتبعها في الانتخاب والأجزاء المكونة لها. على سبيل المثال، أحدث قانون الإصلاح لعام 1832 تغييرًا جذريًا في توزيع النواب، وأُلزمت البرلمانات اللاحقة باتباع القواعد الجديدة أو تأمين موافقة المجلس الجديد على تغييرها. وعلى نحو مشابه، يمكن لمجلس اللوردات المعاد تشكيله فقط، إقرار مشروع قانون يعكس التغييرات في قانون مجلس اللوردات لعام 1999 إذا كانت موافقته مطلوبة (ما لم تستخدم قوانين البرلمان). في جميع الأحوال، يمكن إلغاء نظام الحكم برمته، ولن يكون البرلمان المقبل ملزمًا إذا لم يكن خليفة له.